# Solja Rags
Solja Rags – drugi studyjny album amerykańskiego rapera Juvenile’a, wydany 13 maja 1997 roku nakładem wytwórni Cash Money. Jest to jego pierwszy album wydany w tej wytwórni po odejściu z Warlock Records. Pierwszym i jedynym singlem był "Solja Rag". Krążek sprzedał się w blisko 200.000 egzemplarzy. Wszystkie utwory na płycie zostały wyprodukowane przez producenta, a zarazem rapera Mannie Fresha.

## Lista utworów
1. "Ziggly Wiggly" – 2:12
2. "Solja Rag" – 4:08
3. "I Did That" (feat. Turk, Big Moe & B.G.) – 4:35
4. "Roll With 'Em" (feat. Mannie Fresh) – 5:09
5. "Pimpinabitch" – 2:02
6. "Livin' In The Project" – 2:08
7. "Who's Tha M.F." – 5:09
8. "Hide Out Or Ride Out" (feat. Lil Wayne & Turk) – 4:39
9. "Spittin' Game" (feat. Hot Boys & Bulletproof) – 5:51
10. "3rd Ward Solja" (feat. Magnolia Shorty & Mannie Fresh) – 4:27
11. "Welcome 2 Tha Section" (feat. B.G. & Bulletproof) – 4:22
12. "Money On The Couch" – 4:25
13. "That’s How It Be Happenin'" – 4:14
14. "Solja Rag" (Radio Version) – 4:10